# Small Apartments
Small Apartments ("Små lägenheter") är en amerikansk komedifilm från 2012 i regi av Jonas Åkerlund, med Matt Lucas i huvudrollen. Handlingen följer en man som av misstag mördat sin hyresvärd.

## Medverkande
- Matt Lucas som Franklin Franklin
- Billy Crystal som Burt Walnut
- James Caan som Mr. Allspice
- Johnny Knoxville som Tommy Balls
- Dolph Lundgren som Dr. Sage Mennox
- DJ Qualls som Artie
- Peter Stormare som Mr. Olivetti
- David Warshofsky som Detective McGee
- Juno Temple som Simone
- Rebel Wilson som Rocky
- Amanda Plummer

## Tillkomst
Matt Lucas var den första skådespelaren som knöts till projektet. Filmen spelades in med samma medarbetare som Jonas Åkerlund brukar använda till sina musikvideor och reklamfilmer. Inspelningen skedde under 20 dagar i Los Angeles och var färdig i april 2011. Enligt Åkerlund var tanken att inspelningen skulle ske med mycket spontanitet.

## Utgivning
Filmen hade premiär 10 mars 2012 vid South by Southwest.